# The Wilson Quarterly
Ne doit pas être confondu avec The Wilson Bulletin.
Le Wilson Quarterly est un magazine publié par le Woodrow Wilson International Center for Scholars à Washington, DC. Il a été fondé en 1976 par Peter Braestrup et James H. Billington et se distingue par son approche non partisane et non idéologique des questions d'actualité, avec des articles rédigés sous différents points de vue. Depuis l'été 2012, il est seulement publié en ligne.